# Guilty Pleasures (Barbra Streisand)
Guilty Pleasures è un album in studio della cantante statunitense Barbra Streisand, pubblicato nel 2005. 

## Il disco
L'album è stato realizzato con la collaborazione di Barry Gibb e rappresenta il seguito di Guilty (1980). 
Esso è stato registrato tra l'aprile e il giugno 2005 in parte a Miami e in parte a Los Angeles.
In Irlanda e Regno Unito è uscito col titolo Guilty Too.

## Tracce
1. Come Tomorrow – 5:01
2. Stranger in a Strange Land – 4:50
3. Hideaway – 4:14
4. It's Up to You – 3:32
5. Night of My Life – 4:01
6. Above the Law – 4:27
7. Without Your Love – 3:48
8. All the Children – 5:14
9. Golden Dawn – 4:40
10. (Our Love) Don't Throw It All Away – 4:01
11. Letting Go – 3:53